# Lynn Davis
Lynn Davis (* 1944 in Minneapolis, Minnesota) ist eine US-amerikanische Fotografin, die vor allem durch ihre großformatigen Aufnahmen von Natur- und Architekturmonumenten bekannt geworden ist.

## Leben
Lynn Davis studierte an der University of Colorado und der University of Minnesota sowie von 1967 bis 1970 am San Francisco Art Institute, wo sie das Studium mit einem Bachelor of Fine Arts abschloss. 1974 arbeitete sie als Assistentin von Berenice Abbott. In mehrjähriger Zusammenarbeit mit Robert Mapplethorpe entstanden Aktaufnahmen, die unter anderem 1979 in einer gemeinsamen Ausstellung in New York und 1990 in einer Einzelausstellung im Frankfurter Kunstverein zu sehen waren. Seit einem Aufenthalt in Grönland 1986 fotografiert sie ausschließlich Landschaften und Architektur. Davis lebt mit ihrem Ehemann, dem Schriftsteller und Drehbuchautor Rudy Wurlitzer, in Hudson (New York).